# Peter Middendorf
Peter Middendorf (* 1971 in Oldenburg) ist ein deutscher Professor in der Luft- und Raumfahrttechnik an der Universität Stuttgart. Zu seinen Forschungsgebieten gehören unter anderem Faserverbundwerkstoffe und der Leichtbau. Er ist seit dem 1. Oktober 2024 Rektor der Universität Stuttgart.

## Werdegang
Middendorf studierte von 1991 bis 1995 Luft- und Raumfahrttechnik an der Universität der Bundeswehr München. Das Studium schloss er mit dem Diplom in der Vertiefungsrichtung Leichtbau ab. Nach dem Studium arbeitete er bis 1997 als Sachgebietsleiter Eurofighter beim Materialamt der Luftwaffe in Köln. Danach kehrte er zurück an die Universität der Bundeswehr nach München, wo er als Wissenschaftlicher Mitarbeiter am Institut für Mechanik tätig war und dort 2002 zum Thema „Viskoelastisches Verhalten von Polymersystemen“ promovierte. Die Industrieanlagen-Betriebsgesellschaft (IABG) würdigte Middendorf 2002 mit einem Forschungspreis.
Von 2002 bis 2010 war Middendorf bei EADS in Ottobrunn in verschiedenen Positionen in der Forschung und Entwicklung angestellt. Er beschäftigte sich in der Zeit unter anderem mit Strukturmechanik und -analyse. 2010 wechselte er zum Tochterunternehmen Eurocopter Deutschland, wo er Leiter der Forschungsprogramme war.
Seit dem 1. Februar 2012 ist Middendorf als Universitätsprofessor an der Universität Stuttgart und Leiter des Instituts für Flugzeugbau tätig. Er leitet zudem die Fachgebiete Fertigungstechnik und Leichtbau und hält Vorlesungen in den Bereichen Werkstofftechnik und Leichtbaukonstruktionen.
Im Oktober 2018 wurde Middendorf vom Senat der Universität Stuttgart zum Prorektor für Wissens- und Technologietransfer gewählt, im Juli 2021 wurde er für weitere drei Jahre im Amt bestätigt. Zu den Aufgaben gehört dabei die Zusammenarbeit mit außeruniversitären Forschungseinrichtungen und der Industrie, um Forschungsergebnisse auch in der Praxis umsetzbar zu machen. Bis 2024 war er Forschungsdirektor des InnovationsCampus Mobilität der Zukunft (ICM), einer gemeinsamen Forschungsinitiative des Karlsruher Instituts für Technologie und der Universität Stuttgart. Middendorf ist auch Sprecher des Forschungsdirektoriums von ARENA2036, ein Forschungscampus in Stuttgart mit Mitgliedern aus Forschung und Wirtschaft.
Am 27. Mai 2024 verkündete die Universität Stuttgart, dass Middendorf die Nachfolge von Wolfram Ressel als Rektor antreten wird. Die Amtszeit hat am 1. Oktober 2024 begonnen und soll sechs Jahre betragen.

## Werke
- Viskoelastisches Verhalten von Polymersystemen : Materialmodellierung und Finite-Elemente-Implementierung bei kleinen und finiten Deformationen (Dissertation), VDI Verlag, Düsseldorf, 2002. ISBN 978-3-18-366105-3
- Der digitale Prototyp: Ganzheitlicher digitaler Prototyp im Leichtbau für die Großserienproduktion (mit Jörg Dittmann), Springer Vieweg, Berlin, 2009. ISBN 978-3-662-58956-4